# Єлше (Кршко)
Єлше (словен. Jelše) — поселення в общині Кршко, Споднєпосавський регіон, Словенія. Висота над рівнем моря: 154,5 м.